# Stephen Guarino
Stephen Daniel Guarino (DeLand, 14 novembre 1975) è un attore statunitense.
È dichiaratamente gay dall'età di 15 anni.

## Filmografia parziale

### Cinema
- I Love Shopping (Confessions of a Shopaholic), regia di P. J. Hogan (2009)
- 5 appuntamenti per farla innamorare (I Hate Valentine's Day), regia di Nia Vardalos (2009)
- Airplane Mode, regia di David Dinetz e Dylan Trussell (2019)
- Nuked, regia di Deena Kashper (2024)
- Reagan - Un presidente sotto i riflettori (Reagan), regia di Sean McNamara (2024)

### Televisione
- Law & Order - Unità vittime speciali (Law & Order: Special Victims Unit) - serie TV, episodio 8x15 (2007)
- Happy Ending - serie TV, 7 episodi (2011-2013)
- Eastsiders - serie TV, 19 episodi (2012-2019)
- Jessie - serie TV, episodio 3x10 (2014)
- I'm Dying Up Here - Chi è di scena? (I'm Dying Up Here) – serie TV, 10 episodi (2017-2018)
- 2 Broke Girls - serie TV, episodio 6x13 (2017)
- The Goldbergs - serie TV, 5 episodi (2019-2022)
- Good Trouble - serie TV, 8 episodi (2021)
- This is Us - serie TV, episodio 5x14 (2021)
- The Sex Lives of College Girls - serie TV, 4 episodi (2021-2022)
- Little America - serie TV, episodio 2x03 (2022)
- La vera casa dei Loud (The Really Loud House) - serie TV, 6 episodi  (2022-2024)
- Bookie - serie TV, episodio 1x06 (2023)
- Running Point - serie TV, episodio 1x01 (2025)

## Doppiatori italiani
Nelle versioni in italiano delle opere in cui ha recitato, Stephen Guarino è stato doppiato da:
- Daniele Giuliani in 5 appuntamenti per farla innamorare
- Oreste Baldini in Happy Ending
- Paolo De Santis in I'm Dying Up Here - Chi è di scena?
- Gabriele Palumbo in The Goldbergs
- Luigi Ferraro in Good Trouble
- Gabriele Marchingiglio in  Little America
- Davide Fumagalli in La vera casa dei Loud
- Daniel Magni in Reagan - Un presidente sotto i riflettori
- Alessandro Zurla in Running Point